# Ray Stannard Baker
Ray Stannard Baker, noto anche con lo pseudonimo di David Grayson (Lansing, 17 aprile 1870 – Amherst, 12 luglio 1946), è stato un giornalista, storico, biografo e scrittore statunitense.

## Biografia

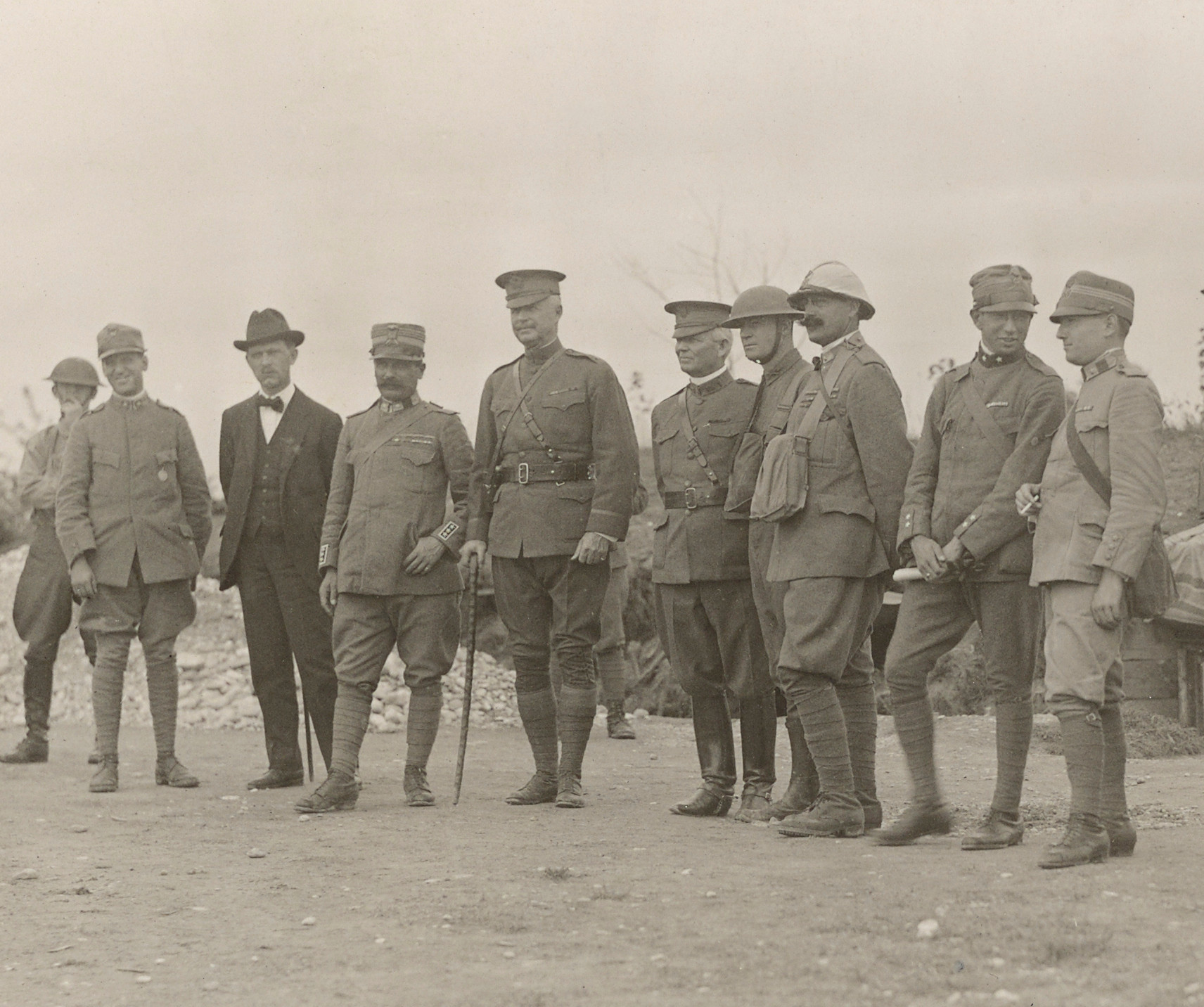
Baker, il maggiore William G. Everson e il generale Charles Treat passano in rassegna il 2º Battaglione del 332nd Infantry Regiment insieme ad alcuni ufficiali dello Stato maggiore italiano. Fronte del Piave, 30 settembre 1918.

Baker nacque a Lansing, nel Michigan. Dopo la laurea presso il Michigan State Agricultural College (ora Università statale del Michigan), frequentò la facoltà di giurisprudenza presso l'Università del Michigan nel 1891 prima di iniziare la sua carriera come giornalista nel 1892 con il Chicago News-Record, dove investigò sullo sciopero Pullman e l'esercito di Coxey nel 1894.
Nel 1896 Ray Stannard Baker sposò Jessie Beal. Hanno avuto quattro figli: Alice Beal (1897), James Stannard (1889), Roger Denio (1902) e Rachel Moore (1906).
Nel 1898 Baker entrò a far parte dello staff di McClure's, una rivista pioniera del giornalismo investigativo, e rapidamente salì alla ribalta insieme a Lincoln Steffens e Ida Tarbell. Si dilettava anche di narrativa, scrivendo storie per bambini per la rivista Youth's Companion e una serie in nove volumi di storie sulla vita rurale in America, la prima delle quali era intitolata Adventures in Contentment (1910) con il suo pseudonimo di David Grayson, che raggiunse milioni di lettori in tutto il mondo.
Nel 1907, insoddisfatti dell'etichetta investigativa, Baker, Steffens e Tarbell lasciarono McClure's e fondarono The American Magazine. Nel 1908, dopo che nel 1906 fu coinvolto nella rivolta di Atlanta, Baker pubblicò il libro Following the Color Line: An Account of Negro Citizenship in the American Democracy, diventando il primo giornalista di spicco a esaminare la divisione razziale statunitense; ebbe un enorme successo. Il sociologo Rupert Vance dice che è:
Seguì quel lavoro con numerosi articoli nel decennio successivo.
Nel 1910 si trasferì nella città di Amherst, nel Massachusetts.
Nel 1912 Baker pubblicò The Friendly Road, un resoconto dei luoghi che visitò e delle persone che incontrò durante un tour a piedi negli Stati Uniti. Nelle elezioni presidenziali di quell'anno Baker sostenne la candidatura presidenziale di Thomas Woodrow Wilson, che portò a uno stretto rapporto tra i due uomini, e nel 1918 Wilson inviò Baker in Europa per studiare la situazione della guerra. Era in contatto con il futuro presidente della Repubblica cecoslovacca Tomáš Masaryk in America, dal maggio 1918. Durante i negoziati di pace, Baker servì come addetto stampa di Wilson a Versailles. Alla fine pubblicò 15 volumi su Wilson e l'internazionalismo, inclusi i sei volumi The Public Papers of Woodrow Wilson (1925-1927) con William Edward Dodd, e gli otto volumi Woodrow Wilson: Life and Letters (1927-1939), i cui ultimi due volumi vinsero il Premio Pulitzer per la biografia e autobiografia nel 1940. Fu consulente per il film del 1944 di Darryl F. Zanuck Wilson.
Baker scrisse due autobiografie, Native American (1941) e American Chronicle (1945).
Baker morì di infarto ad Amherst, nel Massachusetts, ed è sepolto lì nel cimitero di Wildwood. Gli edifici sono stati chiamati in onore di Ray Stannard Baker e David Grayson (il suo pseudonimo). Un dormitorio, Grayson Hall, è presso l'Università del Massachusetts Amherst. La scuola elementare David Grayson si trova a Waterford, nel Michigan. Un edificio accademico, Baker Hall, si trova presso l'Università statale del Michigan.
Il fratello di Baker, Hugh Potter Baker, era il presidente del Massachusetts State College, che in seguito divenne l'Università del Massachusetts.

## Opere
- Shop Talks on the Wonders of Crafts (Chicago, 1895)
- Our New Prosperity (New York: Doubleday & Company, McClure, 1900)
- The Boys Book of Inventions (London: Harper & Brothers, 1900)
- Seen in Germany (New York: McClure, Phillips, 1901)
- Boys' Second Book of Inventions (New York: McClure, Phillips, 1903)
- "The Reign of Lawlessness: Anarchy and Despotism in Colorado," McClure's Magazine, vol. 23, no. 1 (Maggio 1904), pp. 43–57.
- Adventures in Contentment (1907) (come David Grayson)
- The Atlanta Riot (1907)
- Following the Color Line: An Account of Negro Citizenship in the American Democracy (New York: Doubleday, Page & Company, New York, 1908) leggi online
- New Ideals in Healing (New York: Frederick A. Stokes Company, 1909)
- Adventures in Friendship (New York: Doubleday, Page & Company, 1910) leggi online
- The Spiritual Unrest (New York: Frederick A. Stokes Company, 1910) leggi online
- The Friendly Road (Doubleday, 1912) (come David Grayson)
- Great Possessions: A New Series of Adventures (New York: Doubleday, Page & Company, 1917) (come David Grayson) leggi online
- What Wilson Did at Paris (New York, 1919)
- Woodrow Wilson and World Settlement (3 vols.) (New York: Doubleday, Page & Company, 1922-1923) leggi vol. 3 online
- An American Pioneer in Science: The Life and Service of William James Beal, con Jessie B. Baker (Amherst, Mass: Privately printed, 1925)
- The Public Papers of Woodrow Wilson. Con William Edward Dodd. Sei volumi. (1925-1927)
- Woodrow Wilson: Life and Letters (8 vols.) (New York: Doubleday, Page, and Doubleday, Doran) (1927-1939), "Youth, 1856-1890" (1927), "Princeton, 1890-1910" (1927), "Governor, 1910-1913 (1931)", "President, 1913-1914" (1931), " Neutrality 1914-1915" (1935), "Facing War, 1915-1917" (1937), "War Leader, April 6, 1917 - February 28, 1918" (1939), "Armistice, March 1 - November 11, 1918 (1939)" (1940 Premio Pulitzer per la biografia e autobiografia).
- Woodrow Wilson: Neutrality, 1914-1915 (New York: Doubleday, Page & Company, 1935) leggi online
- The Countryman's Year (New York: Doubleday, Page, and Doubleday, Doran, 1936) (come David Grayson)
- The Capture, Death and Burial of J. Wilkes Booth (Poor Richard Press, 1940) leggi online
- Native American: The Book of My Youth (New York: Charles Scribner's Sons, 1941)
- American Chronicle: The Autobiography of Ray Stannard Baker (come David Grayson) (Charles Scribner's Son, 1945) leggi online
- A Journalist's Diplomatic Mission: Ray Stannard Baker's World War I Diary. John Maxwell Hamilton, ed. Baton Rouge, LA: Louisiana State University Press, 2012.